# Killing With A Smile
Killing with a Smile — дебютный альбом австралийской металкор-группы Parkway Drive, выпущенный в сентябре 2005 в Австралии на Resist Records, и в сентябре 2006 в США на Epitaph Records. На песню «Smoke 'Em If Ya Got 'Em» был снят клип. Это единственный альбом группы с басистом Shaun Cash.

## Список композиций
Слова и музыка всех песен — Parkway Drive.
| №                   | Название                                                                                 | Длительность |
| ------------------- | ---------------------------------------------------------------------------------------- | ------------ |
| 1.                  | «Gimme A D»                                                                              | 3:31         |
| 2.                  | «Anasasis (Xenophontis)»                                                                 | 3:31         |
| 3.                  | «Pandora»                                                                                | 3:58         |
| 4.                  | «Romance Is Dead»                                                                        | 5:18         |
| 5.                  | «Guns for Show, Knives for a Pro» (содержит фразу из фильма «Крепкий орешек 2»)          | 2:44         |
| 6.                  | «Blackout»                                                                               | 2:43         |
| 7.                  | «Picture Perfect, Pathetic»                                                              | 2:44         |
| 8.                  | «It's Hard to Speak Without a Tongue»                                                    | 4:14         |
| 9.                  | «Mutiny» (содержит фразы из фильма «Пираты Карибского моря: Проклятие Чёрной жемчужины») | 3:17         |
| 10.                 | «Smoke 'Em If Ya Got 'Em» (перезаписанная версия)                                        | 3:40         |
| 11.                 | «A Cold Day in Hell»                                                                     | 4:01         |
| Общая длительность: | Общая длительность:                                                                      | 39:37        |

## Участники записи
- Winston McCall – вокал
- Jeff Ling – гитара
- Luke Kilpatrick – гитара
- Shaun Cash – бас
- Ben Gordon – ударные